# Karl Stirner (Musiker)

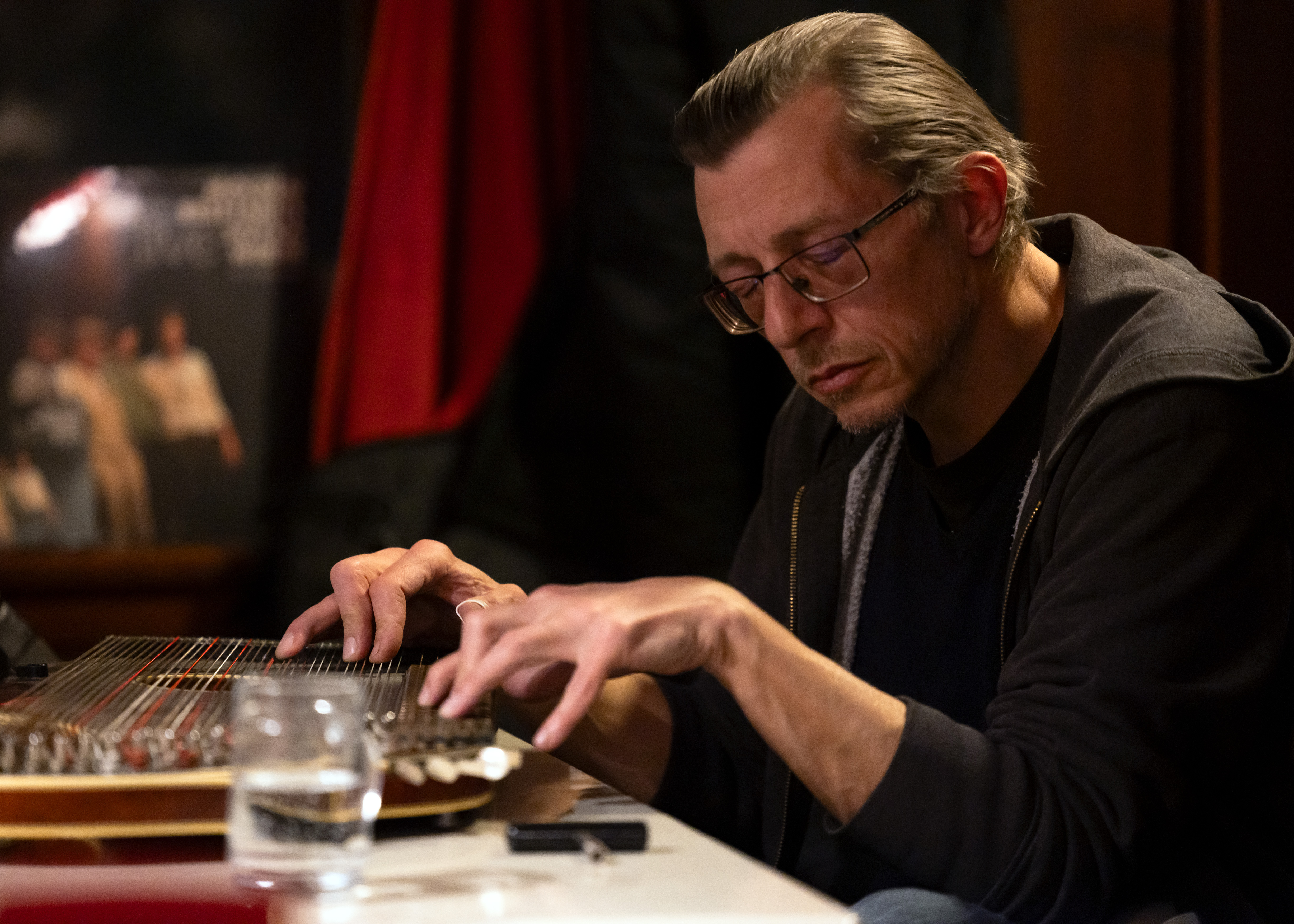
Karl Stirner (2025)

Karl Stirner (* 28. Mai 1970 in Wien) ist ein österreichischer Komponist und Musiker. 

## Leben und Werk
Stirner studierte Zither, Schlagzeug sowie Komposition bei Kurt Schwertsik am Konservatorium Wien Privatuniversität. Der Hauptschwerpunkt seiner musikalischen Tätigkeit ist nach eigener Aussage „die Integration der Zither in die ‚ernste Musik‘ und die Einbeziehung alter bzw. ‚ausgestorbener‘ Instrumente in Kammermusikensembles“. In seinen Kompositionen mischt er das Wienerlied mit elektronischer Musik und Jazz-Elementen.
1995 war er Mitbegründer des Duos Elternteil. In den 1990er Jahren lebte er in Irland und arbeitete dort als Privatlehrer für musikalische Kreativität. Gemeinsam mit Hannes Marek gründete er 2007 das Ensemble Labyrinthe. Seit 2002 arbeitet Stirner als Bühnenmusiker und Komponist, sporadisch auch als Dramaturg und Übersetzer am Burgtheater Wien. Außerdem schreibt er Hörspiele, Drehbücher und Filmmusik. 2010 komponierte er die Filmmusik für David Sievekings Dokumentarfilm David wants to fly. Gemeinsam mit dem Harmonikaspieler Walther Soyka trat er seit 2002 im Duo Soyka Stirner auf. 2017 gründete Stirner gemeinsam mit Ingrid Lang und Sebastian Seidl das Ensemble woschdog, das Lieder im Wiener Dialekt in einer Mischung aus Pop, Jazz, Electronic mit der traditionellen Zither Stirners produziert. 2021 veröffentlichte woschdog ergänzt um den Schlagzeuger Johannes Wakolbinger das erste Studioalbum foin heraus.